# Beersel

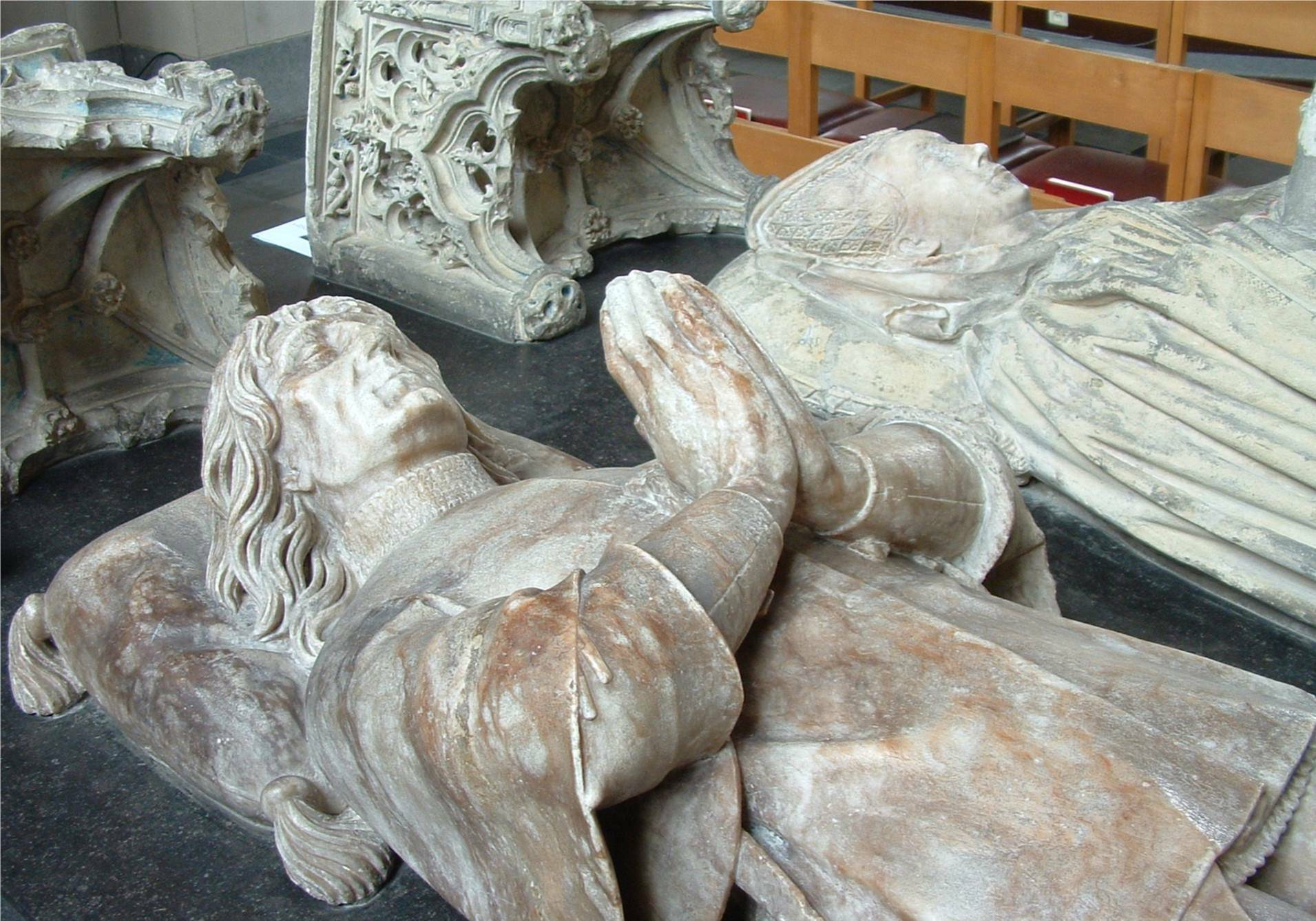
Hendrik II van Witthem és felesége, Jacoba van Glimes márvány síremléke, a beersel-i Sint-Lambertuskerk-ben található

Beersel az azonos nevű község részét képező település Belgiumban, Flandria Flamand-Brabant tartományában.
Területe 6,32 km², lakossága 2005-ben 5444 fő volt. 1976-ban vonták össze Alsemberg, Dworp, Huizingen és Lot (Belgium) községekkel.

## Történelme
A település első említése 847-ből származik, ekkor még Bersalis néven volt ismert és a közeli Sint-Genesius-Rode (franciául: Rhode-Saint-Genèse) major része volt. Beersel első ismert ura Godfried van Hellebeke (szül. 1312 körül), aki a brabanti hercegek udvarmestere (seneschalk) volt. 1391-ben Jan I van Witthem (Johanna brabanti hercegnő és férje, Luxemburgi Wenceslas udvarmestere, meghalt 1404) lett Brüsszel és környéke, ezzel együtt Beersel hűbérura is. A brüsszeli városi milícia segítségével Jan I van Witthem elfoglalta a közeli Gaasbeek kastélyát, amit addig Everaard t’Serclaes és a vezetése alatt álló banditák birtokoltak. Jan I van Witthem leszármazottai 7 generáción át, egészen a 16. sz.-ig megőrizték a kastélyt.

## Érdekességek, látnivalók
Beersel talán leghíresebb épülete a "Kasteel van Beersel", vagyis a Beerseli kastély, amit 1300 és 1310 között építtetett II. János brabanti herceg. A kastély Brüsszel védelmét szolgálta déli (azaz francia) támadások ellen.
A város egyik leghíresebb szülöttje Guillaume Dufay (1397–1474), a 15. sz. egyik legkiemelkedőbb európai zeneszerzője.
A város gasztronómiai különlegessége a boterham met plattekaas en radijzen, azaz fehér kenyér sajttal és tormával, amit általában geuze-típusú sörrel szolgálnak fel. Szintén Beersel nevéhez kötődik a mandjeskaas, vagyis a "kosaras sajt", ami tulajdonképpen szokványos fehér sajt, fűzfából font kosárkában.
A városban található még két sörfőzde, az Oud Beersel és a 3 Fonteinen, amelyek hagyományos "geuze" sört főznek.
Beersel városában telepedett le a híres belga író, Herman Teirlinck (1879-1967).